# William Hely
William Lloyd Hely, né le 24 août 1909 à Wellington (Australie) et mort le 20 mai 1970 à Canberra, est un officier supérieur de la Royal Australian Air Force (RAAF). Il est titulaire de l'Ordre du Bain, de l'Ordre de l'Empire britannique et de l'Air Force Cross. Il est diplômé du Collège militaire royal de Duntroon en 1930 avant d'être transféré à la RAAF en tant que pilote cadet. Il attire l'attention du public en 1936-1937, d'abord lorsqu'il s'écrase lors d'un vol de reconnaissance dans le Territoire du Nord, puis lorsqu'il entreprend deux missions réussies pour retrouver des avions disparus dans les mêmes environs. Ses efforts de sauvetage lui valent l'Air Force Cross. Après avoir occupé des postes d'état-major pendant les premières années de la Seconde Guerre mondiale, Hely est nommé Officer Commanding du No. 72 Wing (en) en Nouvelle-Guinée néerlandaise en mai 1944. Plus tard cette année-là, il forme le No. 84 (Army Cooperation) Wing (en), qu'il commande pendant la campagne de Bougainville jusqu'à la fin de la guerre du Pacifique.
William Hely passe l'immédiat après-guerre au sein du personnel du quartier général de la RAAF à Melbourne. De 1951 à 1953, il occupe le poste de Air Officer Commanding (AOC) du Western Area Command (en) à Perth, après quoi il est nommé commandeur de l'Ordre de l'Empire britannique. Il est Deputy Chief of the Air Staff (en) de 1953 à 1956, AOC Training Command de 1956 à 1957, et Head of the Australian Joint Services Staff à Washington, D.C. de 1957 à 1960. Il est ensuite nommé Air Member for Personnel (AMP) pendant six ans, son mandat coïncidant avec une augmentation significative des effectifs pour répondre aux engagements en Asie du Sud-Est et aux exigences d'un important programme de rééquipement. Promu air vice-marshal en 1953 (titularisé en 1956), il est nommé Compagnon de l'Ordre du Bain en 1964 pour son service en tant qu'AMP. Il prend sa retraite de l'armée de l'air en 1966 et s'installe à Canberra, où il meurt en 1970 à l'âge de soixante ans.

## Biographie

### Début de carrière

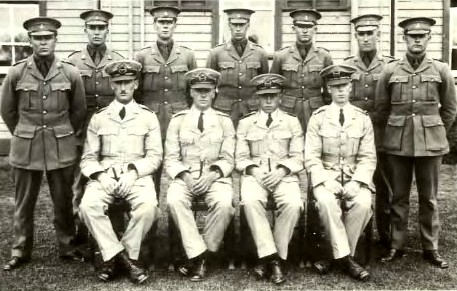
Le Pilot Officer Hely (assis, à gauche) avec d'autres anciens élèves de Duntroon qui ont été transférés à la RAAF en décembre 1930, notamment Bill Garing (debout, à gauche), Douglas Candy (debout, au centre) et Alister Murdoch (debout, à droite).

Troisième enfant de Prosper Frederick Hely, un commerçant, et de sa femme Alice (née Lloyd), William Lloyd (Bill) Hely naît le 24 août 1909 à Wellington en Nouvelle-Galles du Sud. Il étudie jusqu'au niveau du certificat intermédiaire dans les écoles publiques de Mudgee, Wollongong et Rozelle, et à Fort Street High School située Petersham,. Après avoir quitté l'école en 1926, il travaille comme commis et étudie la comptabilité pendant son temps libre. Le 16 février 1927, William Hely entre au Collège militaire royal de Duntroon, en tant que l'un des quatre cadets parrainés cette année-là par la Royal Australian Air Force (RAAF), qui n'a pas encore son propre collège de formation des officiers,. Il obtient le grade de lieutenant le 9 décembre 1930, et s'engage le lendemain dans la RAAF,.
En plus des quatre diplômés que l'armée de l'air a inscrits en 1927, les contraintes budgétaires imposées pendant la Grande Dépression nécessitent le transfert de Duntroon à Point Cook de huit autres cadets parrainés par la RAAF à mi-chemin de leur formation de quatre ans, dont Alister Murdoch, Bill Garing (en) et Douglas Candy. Ayant initialement le grade de pilot officer, William Hely commence sa formation au pilotage à la base aérienne Williams de Point Cook dans l'État de Victoria, le 15 janvier 1931, et obtient son diplôme le 10 décembre,. Ses premières affectations en tant que pilote en 1932 et 1933 ont lieu à la base aérienne de Richmond en Nouvelle-Galles du Sud, et à la base aérienne Williams de Laverton dans l'État de Victoria. Qualifié en photographie aérienne, il sert à Point Cook de 1933 à 1936,. Il est ensuite transféré au No. 3 Squadron à Richmond, où il est promu flight lieutenant,.

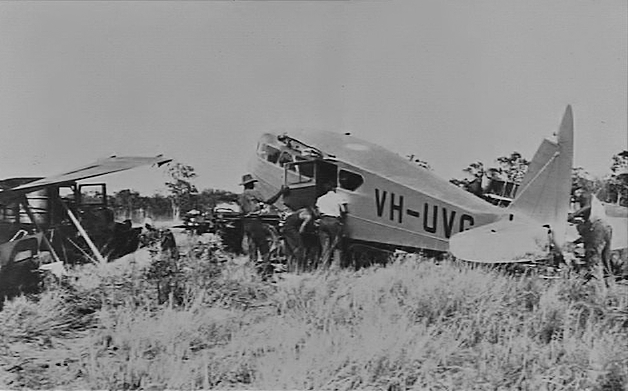
Le Dragon Rapide du flight lieutenant Hely qui s'est écrasé dans le Territoire du Nord, en 1936.

En avril 1936, William Hely prend le commandement du No. 3 Squadron's North Australia Survey Flight, l'une des deux escadrilles de ce type créés par l'armée de l'air ce mois-là pour effectuer des relevés photographiques. Aux commandes d'un bimoteur De Havilland DH.89 Dragon Rapide (numéro de série A3-2), il quitte Richmond le 11 avril pour Port Hedland, qui devient base de l'escadrille pour ses premiers relevés en Australie occidentale. Au-dessus du Territoire du Nord, entre Newcastle Waters et Wave Hill, il se perd, tombe en panne de carburant et doit se poser en catastrophe. Lui et son équipage de deux personnes sont retrouvés par un avion de recherche de la RAAF dix jours plus tard, le 22 avril. Le journal The Argus basé à Melbourne, avait rapporté que l'on avait « de sérieuses craintes » pour leur sécurité, mais ils sont en grande partie indemnes, William Hely ayant subi des coupures et des écorchures à la tête et à la jambe,. L'avion est gravement endommagé et doit être transporté en pièces détachées jusqu'à Richmond. En février 1937, William Hely participe à la recherche d'un avion de ligne Stinson (en) disparu qui est finalement retrouvé dans la chaîne McPherson, dans le Queensland, cinq de ses sept passagers et membres d'équipage étant morts,.
Pour son programme de relevés aériens de 1937, la RAAF forme, le 3 mai, l'escadrille de communications et de relevés sous l'égide de l'escadron d'entraînement des recrues du No. 1 Aircraft Depot à Laverton. L'escadrille est divisée en détachements aériens de l'Ouest et de l'Est, la première étant sous les ordres de William Hely. Aux commandes d'un Tugan Gannet (en), sa première tâche consiste à rechercher le directeur des relevés, Sir Herbert Gepp, dont le Rapide (A3-2, le même que celui sur lequel Hely s'est écrasé l'année précédente) a disparu lors d'un vol d'inspection dans le Territoire du Nord entre Tennant Creek et le désert de Tanami. William Hely localise le Rapide accidenté le 23 mai, guidant une équipe au sol qui réussit à dégager une piste de fortune et qui permet à Gepp et à son équipe de décoller et de reprendre leur voyage. Le 25 septembre, William Hely est à nouveau détourné de son travail d'enquête pour rechercher un avion perdu, cette fois le de Havilland DH.60 Moth du docteur et pilote Clyde Fenton (en), qui a disparu au nord-est de Newcastle Waters. William Hely, pilotant une fois de plus le Rapide A3-2, trouve le Moth trois jours plus tard et atterrit pour secourir le médecin disparu. Clyde Fenton aurait déclaré par la suite : « Je n'ai que les plus grands éloges pour l'efficacité avec laquelle Hely a mené une recherche difficile et pour l'habileté avec laquelle il m'a localisé et récupéré ». Les actes de sauvetage font de William Hely l'une des figures publiques les plus connues de la RAAF. Après avoir terminé son affectation de vol de surveillance, il sert comme adjudant à Laverton en 1938. Il est décoré de l'Air Force Cross le 9 juin pour « son zèle et son initiative dans la recherche du groupe de Sir Herbert Gepp et plus tard du Dr Fenton lorsqu'il était perdu en Australie centrale »,. Le 29 novembre 1938, il épouse la secrétaire Jean McDonald à l'église anglicane St Aidan de Launceston, en Tasmanie ; le couple a deux filles. William Hely passe l'année suivante en Grande-Bretagne, où il fréquente le Royal Air Force Staff College, à Andover, et est promu squadron leader en septembre.

### Seconde Guerre mondiale

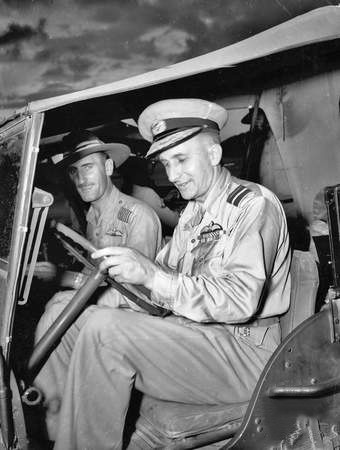
Le Group Captain Hely (gauche) en tant qu'Officer Commanding du No. 84 Wing, avec le Chief of the Air Staff, Air Vice-Marshal George Jones, à Bougainville, en février 1945

Au début de la Seconde Guerre mondiale, William Hely est attaché à la Chambre d'opérations du RAF Coastal Command. À son retour en Australie en janvier 1940, il est nommé Staff Officer Plans au quartier général de la RAAF à Melbourne. En octobre, il rejoint le Deputy Chief of the Air Staff (en), l'Air Vice Marshal Bill Bostock, en tant que délégué à une conférence sur la défense à Singapour. Le contingent australien constate que les forces locales sont mal préparées à une attaque des Japonais et recommande une augmentation significative de la capacité aérienne, tant en Australie que dans les îles du Pacifique, pour faire face à la menace. William Hely est promu wing commander temporaire en janvier de l'année suivante, et est le délégué le plus haut placé de l'armée de l'air lors d'une série de discussions d'état-major à Jakarta et à Singapour concernant la défense des Indes orientales néerlandaises,. Il devient directeur des opérations au quartier général de la RAAF en août. Sa promotion au poste de group captain par intérim est annoncée le 17 février 1942. Deux jours plus tard, les Japonais bombardent Darwin, dans le Territoire du Nord ; au début du mois suivant, William Hely fait circuler un mémo à tous les commandements sur les leçons tirées de ce raid. Il est affecté à Darwin en mai pour rejoindre le quartier général de la zone nord-ouest en tant qu'officier supérieur d'état-major aérien, et obtient le grade temporaire de capitaine de groupe en janvier 1943,. William Hely retourne au quartier général de la RAAF en mars pour devenir Director of Air Staff Plans,.
En mai 1944, William Hely prend le commandement du No. 72 Wing à Merauke, en Nouvelle-Guinée néerlandaise, succédant au group captain Allan Walters,. Composée d'escadrons de chasseurs et de bombardiers en piqué, l'escadre a été créée pour assurer des missions de défense aérienne et de patrouille dans et autour de la Nouvelle-Guinée occidentale. William Hely quitte Merauke en septembre 1944 pour établir une formation de coopération avec l'armée, No. 84 Wing (en), à Cairns dans le Queensland. C'est l'une des deux escadres de ce type formées par la RAAF dans le théâtre du Pacifique Sud-Ouest à la fin de la Seconde Guerre mondiale,. Elles étaient, comme le décrit l'histoire officielle de la RAAF dans le Pacifique, « essentiellement de caractère non offensif », responsables de la reconnaissance, du repérage de l'artillerie, du largage de ravitaillement aux forces terrestres, de la pulvérisation de DDT pour combattre la malaria, et du guidage des avions d'appui rapproché vers leurs objectifs. L'escadre pouvait également effectuer ses propres frappes sur des « cibles d'opportunité ». Le No. 84 Wing comprend le No. 5 (Tactical Reconnaissance) Squadron (en), le No. 17 Air Observation Post Flight (en), le No. 10 Communication Unit (rebaptisée par la suite No. 10 Local Air Supply Unit RAAF (en)) et le No. 39 Operational Base Unit. Il est déployé à Torokina (en) en octobre pour soutenir les troupes australiennes pendant la campagne de Bougainville. Le No. 5 Squadron, équipé de CAC Boomerangs et de Wirraway, est chargé de marquer des cibles pour les F4U Corsairs de la Force aérienne royale néo-zélandaise. Entre décembre 1944 et janvier 1945, l'escadre perd un Auster, un Wirraway et un Boomerang lors d'opérations. Malgré le manque de pilotes et d'équipement, la formation de William Hely est généralement capable de répondre aux besoins de l'armée. À la fin du mois de juin 1945, ce sont plus de 4 000 sorties qui ont été effectuées.

### Carrière d'après-guerre

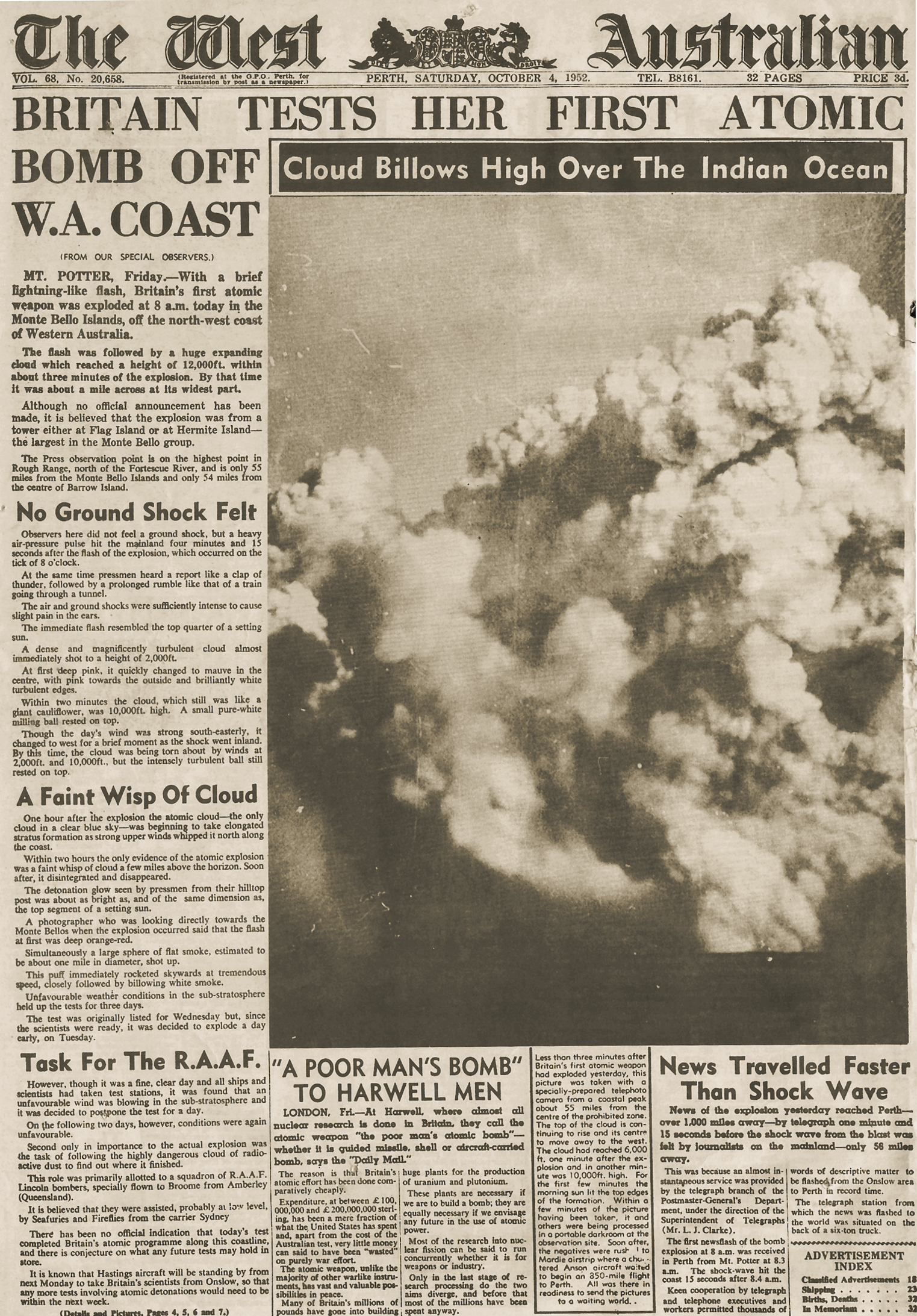
L'air commodore William Hely a coordonné le soutien de la RAAF à l'essai atomique britannique de Montebello, en Australie occidentale, en 1952.

William Hely abandonne le commandement du No. 84 Wing le 12 août 1945 et retourne au quartier général de la RAAF en octobre,. À cette époque, il fait partie d'une coterie d'officiers au niveau de group captain, dont Val Hancock, Alister Murdoch et Bill Garing, désignés par l'Australian Air Board pour des rôles de direction dans la RAAF d'après-guerre, qui devait se réduire rapidement avec la démobilisation,. Au quartier général de la RAAF, William Hely est deputy director of Operations, et à ce titre, il fait partie d'un comité chargé d'étudier les propositions de création d'un collège de formation des officiers, qui deviendra plus tard le RAAF College à Point Cook. Outre Hely, tous les officiers associés à l'examen de la proposition sont d'anciens élèves de Duntroon, y compris le Deputy Chief of the Air Staff, l'air commodore Frank Bladin, le Director of Postings, le group captain Murdoch, et le directeur de la formation, le group captain Paddy Heffernan. Un autre diplômé de Duntroon, l'air commodore Hancock, devient le premier commandant du collège. William Hely est nommé Director of Organisation and Staff Duties en 1946. En novembre de la même année, il devient Director of Postings,. L'année suivante, il occupe le poste de Director of Personal Services, avant de partir en Grande-Bretagne en décembre 1948 pour étudier à l'Imperial Defence College de Londres,.
De retour à Melbourne, William Hely occupe le poste d'adjoint à l'Air Member for Personnel à partir de janvier 1950. Il devient aide de camp du roi George VI en juin 1951. En septembre, il est nommé officier commandant de la Western Area à Perth, et prend ses fonctions à la mi-octobre,. Il est promu air commodore par intérim en juillet 1952 et devient air officer commanding (AOC) de la Western Area. Son grade est pérennisé en septembre et, le même mois, il est nommé aide de camp de la reine Élisabeth II,. Parmi les tâches de William Hely en tant qu'AOC de la zone Ouest, il y avait la coordination du soutien aérien pour l'essai atomique britannique sur les Îles Montebello en octobre 1952, y compris les vols de ravitaillement et d'observation par les Dakota de la No. 86 (Transport) Wing. Il est nommé Commandeur de l'Ordre de l'Empire britannique (CBE) dans les honneurs du couronnement de la Reine promulgués le 1er juin 1953, pour son service de guerre et son travail pendant l'essai de Montebello,. En août, il est nommé Deputy Chief of the Air Staff (DCAS), avec le grade intérimaire d'air vice-marshal, à compter d'octobre ; il succède à l'air vice-marshal Valston Hancock,.
Entre octobre 1953 et février 1954, la RAAF subit des changements organisationnels majeurs, passant d'un système de commandement et de contrôle basé sur la géographie à un système basé sur la fonction, ce qui entraîne la création du RAAF Air Command (en) (opérationnel), Air Force Training Group RAAF (en) et de RAAF Support Command (en). Dans le même temps, le quartier général de la RAAF à Melbourne est absorbé par le Department of Air (en) à Canberra. William Hely est Air Member for Personnel intérimaire du 3 janvier au 7 mars 1955, entre les mandats des air vice marshals Val Hancock et Fred Scherger,. Le 24 janvier 1956, il devient AOC Training Command, succédant à l'air vice marshal Murdoch,. L'air vice marshals Douglas Candy lui succède au poste de DCAS. Le grade d'air vice marshals de William Hely devient effectif le 5 septembre. En janvier 1957, Point Cook retire ses derniers de Havilland Tiger Moth d'entraînement, marquant ainsi la fin de l'ère des biplans dans la RAAF. En mai de la même année, William Hely est détaché au ministère de la Défense et affecté à Washington, pour diriger l'Australian Joint Services Staff,. Il est remplacé en tant qu'AOC Training Command par l'air vice marshal Ian McLachlan.
William Hely devient air member for personnel (AMP) le 28 mars 1960, succédant à l'AMP par intérim, l'air commodore Frank Headlam (en),. Responsable de la branche du personnel de la RAAF, le poste d'AMP occupait un siège à  l'Air Board, l'organe de contrôle du service qui comprenait ses officiers supérieurs et était présidé par le Chef d'état-major de la Force aérienne (CAS),. L'armée de l'air se développe considérablement pendant le mandat de William Hely en tant qu'AMP, en raison de l'engagement croissant de l'Australie dans la sécurité de l'Asie du Sud-Est et du programme de réarmement le plus important que la RAAF ait entrepris en dehors de la Seconde Guerre mondiale. Son effectif permanent passe de 15 000 environ dans les années 1950 à plus de 18 000 en 1966,. William lance lui-même un programme visant à attirer le personnel de la Royal Air Force, qui subit des coupes budgétaires, en ouvrant un bureau de recrutement à Londres et en profitant du programme de passage assisté du gouvernement australien pour importer du personnel qualifié et leurs familles. Il est nommé Compagnon de l'Ordre du Bain (CB) dans les distinctions honorifiques du Nouvel An 1964 pour son « tact et sa prudence dans la gestion des questions de personnel », et pour avoir « beaucoup fait pour améliorer le niveau des effectifs de l'armée de l'air »,. En tant qu'AMP, William Hely présente des propositions visant à augmenter le nombre d'officiers d'ingénierie et d'équipement qualifiés par un diplôme dans l'armée de l'air. Il est également étroitement impliqué dans les délibérations concernant l'équilibre entre les études académiques et militaires à l'Académie de la RAAF (anciennement Collège de la RAAF), dont le résultat est considéré comme ayant laissé le cours biaisé vers la science pure, plutôt que ses applications à la puissance aérienne,.

### Retraite
William Hely prend sa retraite le 24 août 1966, après presque quarante ans de service militaire,. L'Air Vice Marshal Candy lui succède le lendemain en tant qu'AMP. À la retraite, William Hely est actif au sein de la branche de Canberra de l'Association de l'armée de l'air. Il meurt d'un cancer le 20 mai 1970 à Canberra. Sa femme et ses enfants lui survive. Il a droit à des funérailles de l'armée de l'air à l'église St John the Baptist et est incinéré au crématorium Norwood Park à Gungahlin,. Le cortège officiel est composé du président du Comité des chefs d'état-major (CCOSC), le général Sir John Wilton, de l'ancien CCOSC Air Chief Marshal Sir Frederick Scherger, du secrétaire à la Défense Sir Arthur Tange (en), du CAS Air Marshal Colin Hannah, de l'ancien CAS Air Marshal Sir Alister Murdoch, du Vice Admiral Sir Victor Smith (en), de l'Air Vice Marshal Brian Eaton (en) et du Group Captain John Waddy. Les canons de Duntroon sont tirés en salve lorsque le cortège quitte l'église.

### RAAF News
- [RAAF News 1964] (en) « Nineteen in honours list », RAAF News, vol. 6, no 1,‎ janvier-février 1964, p. 7 (lire en ligne).
- [RAAF News 1966] (en) « RAAF Air Board member retires », RAAF News, vol. 8, no 8,‎ septembre 1966, p. 3 (lire en ligne).
- [RAAF News 1970] (en) « Tributes to AVM Hely », RAAF News, vol. 12, no 6,‎ juillet 1970, p. 3 (lire en ligne).